# Lijst van Nederlandse staatssecretarissen van Buitenlandse Zaken
Dit is een lijst van Nederlandse staatssecretarissen van Buitenlandse Zaken.
| Kabinet                  | Periode    | Staatssecretaris                    | Bijzonderheden                                               |
| ------------------------ | ---------- | ----------------------------------- | ------------------------------------------------------------ |
| kabinet-Drees-Van Schaik | 1948-1951  | Nico Blom                           |                                                              |
| kabinet-Drees I          | 1951-1952  | Nico Blom                           |                                                              |
| kabinet-Drees II         | 1952-1956  | -                                   |                                                              |
| kabinet-Drees III        | 1956-1958  | Ernst Hans van der Beugel           |                                                              |
| kabinet-Beel II          | 1958-1959  | -                                   |                                                              |
| kabinet-De Quay          | 1959-1963  | Hans Rudolf van Houten              |                                                              |
| kabinet-Marijnen         | 1963-1965  | Leo de Block                        | Europese samenwerking en vervoersaangelegenheden             |
| kabinet-Marijnen         | 1963-1965  | Isaäc Nicolaas Theodoor Diepenhorst | V.N. en de V.N.-organisaties en hulp aan ontwikkelingslanden |
| kabinet-Cals             | 1965-1966  | Leo de Block                        | Europese samenwerking en vervoersaangelegenheden             |
| kabinet-Cals             | 1965-1966  | Max van der Stoel                   | V.N. en de V.N.-organisaties en hulp aan ontwikkelingslanden |
| kabinet-Zijlstra         | 1966-1967  | Leo de Block                        |                                                              |
| kabinet-De Jong          | 1967-1971  | Hans de Koster                      |                                                              |
| kabinet-Biesheuvel I     | 1971-1972  | Tjerk Westerterp                    |                                                              |
| kabinet-Biesheuvel II    | 1972-1973  | Tjerk Westerterp                    |                                                              |
| kabinet-Den Uyl          | 1973-1977  | Laurens Jan Brinkhorst              | Europese samenwerking (afgetreden)                           |
| kabinet-Den Uyl          | 1973-1977  | Pieter Kooijmans                    | V.N. en de V.N.-organisaties en ontwapeningsvraagstukken     |
| kabinet-Van Agt I        | 1977-1981  | Durk van der Mei                    |                                                              |
| kabinet-Van Agt II       | 1981-1982  | Hans van den Broek                  |                                                              |
| kabinet-Van Agt III      | 1982       | Hans van den Broek                  |                                                              |
| kabinet-Lubbers I        | 1982-1986  | Wim van Eekelen                     |                                                              |
| kabinet-Lubbers II       | 1986-1989  | René van der Linden                 | Europese samenwerking (afgetreden)                           |
| kabinet-Lubbers II       | 1986-1989  | Berend-Jan van Voorst tot Voorst    | Europese samenwerking                                        |
| kabinet-Lubbers III      | 1989-1994  | Piet Dankert                        |                                                              |
| kabinet-Kok I            | 1994-1998  | Michiel Patijn                      |                                                              |
| kabinet-Kok II           | 1998-2002  | Dick Benschop                       |                                                              |
| kabinet-Balkenende I     | 2002-2003  | Atzo Nicolaï                        | Europese samenwerking en internationaal cultuurbeleid        |
| kabinet-Balkenende I     | 2002-2003  | Agnes van Ardenne-van der Hoeven    | Ontwikkelingssamenwerking                                    |
| kabinet-Balkenende II    | 2003-2006  | Atzo Nicolaï                        | Europese Zaken                                               |
| kabinet-Balkenende III   | 2006-2007  | -                                   |                                                              |
| kabinet-Balkenende IV    | 2007-2010  | Frans Timmermans                    | Europese Zaken                                               |
| kabinet-Rutte I          | 2010-2012  | Ben Knapen                          | Europese Zaken & Ontwikkelingssamenwerking                   |
| kabinet-Rutte II         | 2012-2017  | -                                   |                                                              |
| kabinet-Rutte III        | 2017-2022  | -                                   |                                                              |
| kabinet-Rutte IV         | 2022-2024  | -                                   |                                                              |
| kabinet-Schoof           | 2024-2025  | -                                   |                                                              |
| kabinet-Schoof           | 2025-heden | Hanneke Boerma                      | Buitenlandse Handel                                          |

Binnenlandse Zaken en Koninkrijksrelaties · Buitenlandse Zaken · Defensie · Economische Zaken · Financiën · Justitie · Landbouw, Natuur en Voedselkwaliteit · Onderwijs, Cultuur en Wetenschap · Sociale Zaken en Werkgelegenheid · Verkeer en Waterstaat · Volksgezondheid, Welzijn en Sport

Staatssecretariaten op voormalige ministeries: Volkshuisvesting, Ruimtelijke Ordening en Milieubeheer